# Riaumont
Riaumont est une institution religieuse située sur la colline de Riaumont, à Liévin, dans le département du Pas-de-Calais en France.
Ce terme générique désigne tout d'abord une communauté religieuse rattachée à la famille bénédictine, dont les membres sont oblats réguliers de l'abbaye Notre-Dame de Fontgombault. Le terme désigne deuxièmement un village d'enfants ouvert de 1960 à 2019, et enfin l'association des scouts et guides de Riaumont.
À la suite d'affaires de violence sur mineur en janvier 2019, l'école Saint-Jean-Bosco de Riaumont est supprimée du répertoire académique, décision confirmée par le Conseil d'État en 2024.

## Institut Sainte-Croix de Riaumont

### Historique
L'institut a été fondé en 1958 sur la colline de Riaumont par Albert Revet, un prêtre catholique ordonné dans le diocèse d'Arras. Il est géré par des oblats bénédictins qui se présentent comme des catholiques traditionalistes avec une pédagogie scoute. À la mort d'Albert Revet en 1986 la direction est assurée par Jean-Paul Argouarc'h jusqu'en 2003, puis par Alain Hocquemiller, qui quitte Riaumont en 2017 après son interpellation pour la détention d'images pédopornographiques, puis par Christophe Gapais.

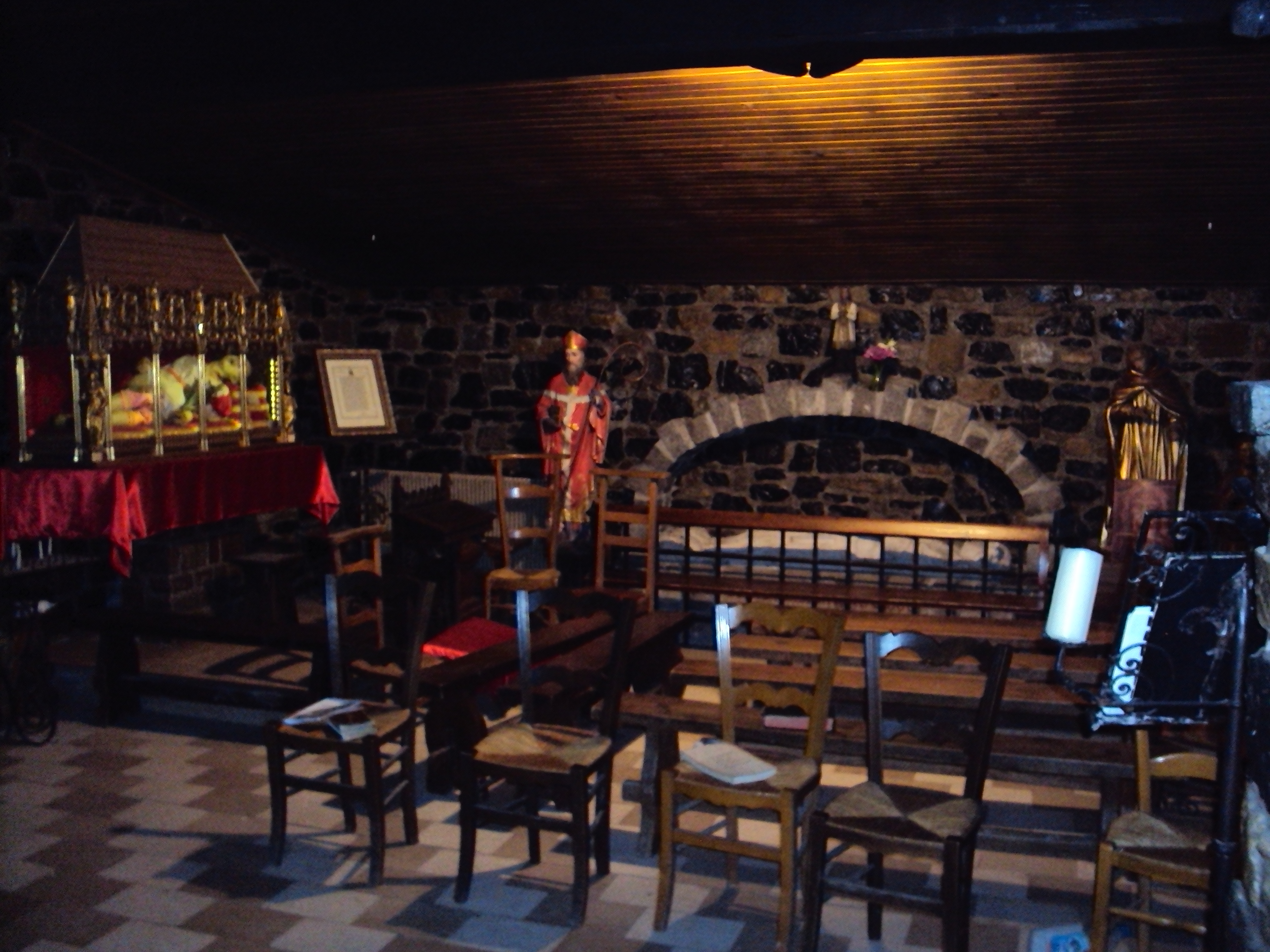
Extrémité droite du transept de la chapelle du monastère.

En 1971, les statuts sont approuvés par dom Jean Roy, abbé de l'abbaye Notre-Dame de Fontgombault et Jean Rupp, évêque de Monaco, ancien prieur général de la première fondation de Jacques Sevin, l'ordre de la Sainte Croix de Jérusalem[réf. nécessaire]. 
En 1981, Gérard-Maurice-Eugène Huyghe, évêque d'Arras, prend la décision de ne plus reconnaître l'association de fidèles à la suite d'une visite ordonnée par le Saint Siège en 1980. L'un des motifs de la sanction est l'envoi par Riaumont de Philippe Peignot à Écône, principal séminaire de la Fraternité sacerdotale Saint-Pie-X.
L'institut religieux, où la liturgie est célébrée selon la forme tridentine du rite romain, est placé en 1991 sous l'autorité de la commission pontificale Ecclesia Dei, un dicastère de la curie romaine qui supervisait les communautés traditionalistes restées fidèles à Rome.

### Vêture
La bure et le scapulaire sont repris des bénédictins. L'habit de cérémonie, un manteau blanc marqué d'une croix potencée rouge, se réfère au scoutisme et aux ordres militaires religieux. Le symbole principal en est la croix potencée, insigne des scouts de France qui tire son origine de la croix du royaume de Jérusalem[réf. nécessaire].

### Lieux de culte
L'Institut dispose de sa propre chapelle au cœur du village ; ses offices quotidiens sont ouverts au public.

## Le village d'enfants

### Historique
En 1958, Albert Revet achète un terrain dans le bois de Riaumont à Liévin. La première pierre du village d'enfants est posée en 1960, le foyer accueille exclusivement des garçons. Riaumont de 1960 au début des années 1980 est un foyer d'accueil de la DDASS qui lui confie des enfants placés sous sa tutelle. Le foyer reçoit des enfants en difficulté. L'État finance la construction et l'entretien de plusieurs bâtiments, ainsi que le salaire des éducateurs, mais ne renouvelle que des agréments provisoires. Il est régulièrement l'objet de visites des différents services (vétérinaire, sécurité-incendie, justice, santé) ; ainsi le livre d'Ixchel Delaporte recense huit inspections entre 1976 et janvier 1981.[réf. souhaitée] En 1982, après le signalement en 1979 par une enseignante de maltraitances sur des enfants, la direction départementale des Affaires sanitaires et sociales met fin à l'agrément et aux financements de l'État. En 1998, Riaumont engage contre l'État un procès qu'il gagne, mais les services sociaux ne lui confient pas pour autant à nouveau des enfants.
L'école hors contrat Saint-Jean-Bosco est créée en 1990. Il s'agit d'un collège technique comprenant un internat avec quatre filières de CAP (paysagisme, menuiserie, maçonnerie et taille de pierre) reconnu par l'Éducation nationale[réf. nécessaire]. Le bénéfice de la taxe d'apprentissage, obtenu par l'association Notre-Dame-de-Riaumont en 2013, lui est retiré en 2015, puis rendu en 2016[réf. nécessaire]. Un village de Noël permet au public de visiter l'école chaque année.
À la fin des années 1990, Régis Spinoza y est moine éducateur auprès des garçons du foyer.
À la suite de la mise en examen pour violence sur mineur de plusieurs éducateurs en janvier 2019, l'école Saint-Jean-Bosco est supprimée du répertoire académique et depuis n'accueille plus d'élèves. En 2023, la cour administrative d'appel de Douai déboute l'établissement de son recours,. La fermeture administrative est confirmée en dernière instance par le Conseil d'État en 2024.
En novembre 2022, le quotidien La Croix  signale deux nouvelles plaintes pour « violences sexuelles ». En novembre 2021, Bruno Raout, ancien pensionnaire de l'internat, met en cause Philippe Peignot, un encadrant de Riaumont des années 1970. De même, en mai 2022, Djamal Fekrache, ancien pensionnaire dans les années 1960, met en cause le fondateur de Riaumont Albert Revet. Les procédures n'aboutissent pas car les faits sont prescrits et Albert Revet est mort en 1986.

## Association des scouts et guides de Riaumont
L'association des scouts et guides de Riaumont fait suite au groupe Scouts de France fondé en 1960 par Albert Revet. La structure s'est déclarée comme association en mars 1999, après avoir été parmi les fondateurs des Scouts Saint-Georges (1968) et des Scouts catholiques de France (1981). Ses statuts indiquent dans son article 2 qu'elle « a pour double but la transmission et la défense du scoutisme catholique ». De 2001 à 2019, les scouts et guides de Riaumont sont affiliés aux Éclaireurs neutres de France (ENF), mouvement de scoutisme fondé en 1947, reconnu comme accueil de scoutisme et agréé par le ministère de la Jeunesse et des Sports dont bénéficie indirectement l'association de Riaumont[réf. souhaitée]. En 2016, l'association des scouts et guides de Riaumont comporte 500 adhérents qui se répartissent en trois groupes installés à Riaumont, à Paris et à l'abbaye Notre-Dame de Fontgombault,. Par ailleurs le site de Riaumont accueille un  Mémorial national des scouts morts pour la France,.
Pour Vincent Blin, vicaire général du diocèse d'Arras et ancien curé de Liévin, les encadrants de l'association des scouts de Riaumont « ont une vision du scoutisme qu'ils veulent presque militaire, qui n'est pas la nôtre ».
En janvier 2025, la préfecture du Pas-de-Calais a interdit pour l'année scolaire 2024-2025 à l'association des scouts et guides de Riaumont d'organiser des séjours au sein du Village d'enfants de Riaumont, car ses locaux sont « susceptibles d'héberger des personnes ayant interdiction d'approcher des mineurs »,.
Le 15 mai 2025, le préfet de la Vienne interdit à l'association d'organiser des camps en France, à la suite de « l'absence de diplômes adéquats des encadrants ou le non-respect des normes sanitaires et d'hygiène »,.

## Affaires judiciaires

### Enquête sur un suicide d'enfant en 2001
En juin 2001, le suicide d'un adolescent dans les murs de l'école donne lieu à une inspection générale de l'établissement. L'enquête sur la responsabilité de l'établissement se conclut par un non-lieu,

### Anciennes cloches de Notre-Dame de Paris

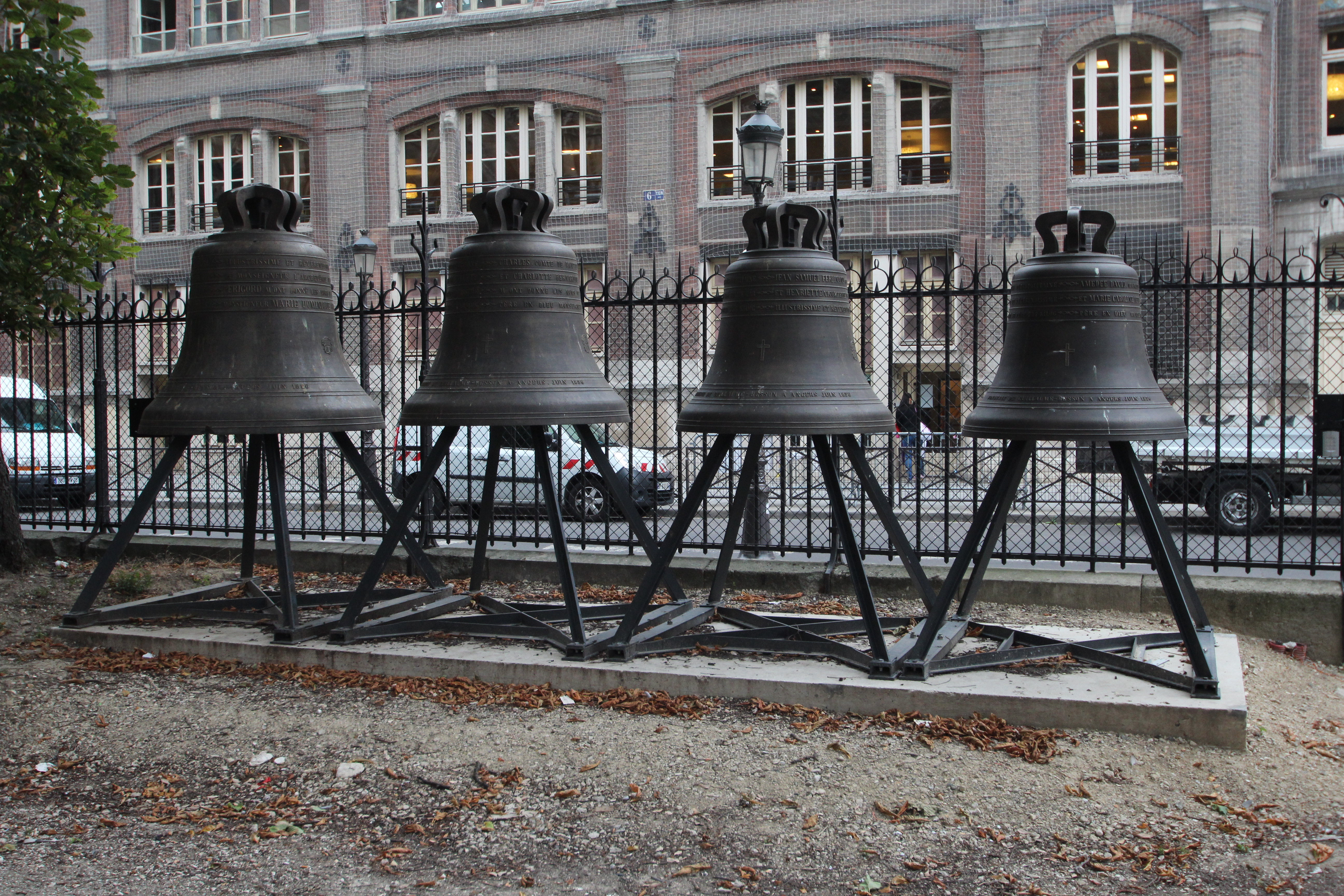
Les cloches, exposées à proximité de la cathédrale à partir de 2014.

À partir de 2012, l'Institut de Sainte-Croix de Riaumont est en conflit avec l'archidiocèse de Paris au sujet de la détention de quatre anciennes cloches de la cathédrale Notre-Dame de Paris, dont l'État est, de fait, propriétaire ; elles sont remplacées par des nouvelles en 2013 à l'occasion du 850e anniversaire de la cathédrale. En 2014, l'institution religieuse est déboutée par le tribunal et fait appel. En 2016, l'institut religieux demande à être affectataire uniquement de deux des cloches, ce que l'archevêché considère comme irrecevable,.

### Affaires en cours

#### Pédopornographie
Au printemps 2017, la police interpelle le prieur de Riaumont, Alain Hocquemiller, pour détention d'images pédopornographiques. Placé sous contrôle judiciaire, il quitte Riaumont ; les religieux le démettent de ses fonctions sans communiquer sur les raisons de ce départ. L'affaire n'est rendue publique qu'un an plus tard par Le Point en mai 2018,,,.
L'ancien prieur de Riaumont est jugé le 11 mars 2025 pour « consultation habituelle en ligne, acquisition ou détention d'images pédopornographiques » entre 2012 et 2017. Le 6 mai 2025, il est condamné à deux ans de prison avec sursis pour les faits de consultation de pédopornographie, mais est relaxé pour ceux de détention. En outre, une interdiction d'encadrement de mineurs durant cinq ans est prononcée à son égard. Il annonce faire appel de cette décision,,. Au lendemain de cette condamnation, Olivier Leborgne, évêque d'Arras et le supérieur de l'abbaye de Fontgombault, Jean Pateau, annoncent une visite canonique de la communauté.

#### Maltraitances et abus sexuels
En 2013, une enquête judiciaire est ouverte à la suite du signalement d'un ancien pensionnaire de l'école Saint-Jean-Bosco qui dénonce des violences physiques et sexuelles.
En mai 2018, Le Point annonce que plus de deux cents anciens du village d'enfants de Riaumont sont en cours d'audition sur des faits de nature sexuelle et de maltraitance,. Le 18 février 2022, onze personnes sont mises en examen par le parquet de Béthune, pour « viols, agressions sexuelles ou maltraitances », sur des enfants de moins de 15 ans,. Selon Le Canard enchaîné, Philippe Vedovini membre de Riaumont entre 1991 et 1994, grand-père d'Émile, un enfant de 2 ans disparu en juillet 2023, est cité comme témoin assisté dans l'affaire judiciaire de Riaumont. Pour son avocate, « Philippe V. a toujours contesté les faits à connotation sexuelle, mais il a reconnu des pratiques de l'époque, des claques, des coups de pied aux fesses »,.
Le 8 mars 2025 le parquet de Béthune ordonne le renvoi devant un tribunal correctionnel de six religieux de Riaumont, dont Alain Hocquemiller, « pour maltraitances et violences volontaires sur mineur de 15 ans par personne ayant autorité » sur plusieurs dizaines d'élèves. Trois autres affaires sont en cours d'instruction : deux concernent des abus sexuels commis par des encadrants de camps scouts, pour lesquelles deux hommes ont été mis en examen et deux autres placés sous le statut de témoin assisté. La dernière porte sur un viol commis par un mineur sur un autre dans laquelle Alain Hocquemiller est soupçonné de non-dénonciation de crime,.

## Rapport parlementaire sur les violences scolaires
Faisant suite aux révélations dans l'affaire Bétharram, une commission d'enquête parlementaire publie ses conclusions le 2 juillet 2025. En ce qui concerne Riaumont, le rapport évoque « un demi-siècle de violences sur fond d'inaction coupable des pouvoirs publics ». Ces violences physiques, psychologiques et sexuelles s'accompagnent d'un « endoctrinement idéologique » et d'« un fonctionnement en meute, assimilable à une logique sectaire »,.
L'avocat de Riaumont annonce vouloir saisir le juge des référés et le Bureau de l'Assemblée nationale au motif qu'« un passage [du rapport d'enquête] met gravement en cause le Village d’enfants de Riaumont », alors que Riaumont n'a « jamais été entendu » au cours de l'enquête et annonce vouloir engager plusieurs actions en justice contre la journaliste Ixchel Delaporte pour « diffamation » et « délit de parjure »,.[pertinence contestée]

## Livre-enquête et documentaires
En novembre 2019, Envoyé spécial diffuse le documentaire  Violences à l'internat consacré à Riaumont.
En mars 2022, la journaliste et écrivaine Ixchel Delaporte publie Les enfants martyrs de Riaumont : enquête sur un pensionnat intégriste, un livre-enquête sur l'histoire du foyer de Riaumont depuis 1960. L'ouvrage fait suite à sa rencontre avec Bruno Raout, un ancien pensionnaire de Riaumont, et à son précédent livre sur Vincent Lambert, tous les deux abusés par le même encadrant, Philippe Peignot,.
En novembre 2024, Arte France diffuse le documentaire Les enfants martyrs de Riaumont réalisé par Ixchel Delaporte et Rémi Bénichou. Ce travail d'Ixchel Delaporte est mis en cause par l'Association Notre-Dame de Riaumont qui a demandé en vain un droit de réponse, et déposé plainte pour diffamation avec constitution de partie civile au tribunal de Béthune en mars 2025.